# Чайка Володимир Мирославович
Володимир Мирославович Чайка (нар. 27 квітня 1960, с. Немиринці, Україна) — український педагог, доктор педагогічних наук (2006), професор (2008). Відмінник освіти України (2005).

## Життєпис
Володимир Чайка народився 27 квітня 1960 року в селі Немиринцях, нині Городоцької громади Хмельницького району Хмельницької области України.
Закінчив музично-педагогічний факультет Вінницького педагогічного інституту (1983). Працював учителем Маначинської середньої школи Хмельницької области; від 1990 у Тернопільському національному педагогічному університеті імені Володимира Гнатюка: асистент, доцент (1993) катедри педагогіки, директор Інституту педагогіки і психології (2003); від 1999 — учений секретар спеціалізованої вченої ради.

## Доробок
Автор близько 80 наукових праць, у т. ч. монографії «Підготовка майбутнього вчителя до саморегуляції педагогічної діяльності» (2006), навчальних посібників «Українська етнопедагогіка» (2007; співавтор), «Основи дидактики: тести лекцій і завдання для самоконтролю» (2008) та інших, статей у фахових періодичних виданнях.